# Costas Los
Costas Los (ur. 31 stycznia 1955 roku) – grecki kierowca wyścigowy.

## Kariera
Los rozpoczął karierę w międzynarodowych wyścigach samochodowych w 1984 roku od startów w FIA World Endurance Championship, gdzie jednak nie zdobywał punktów. W późniejszych latach Grek pojawiał się także w stawce IMSA Camel GTP Championship, World Sports-Prototype Championship, Deutsche Tourenwagen Meisterschaft, IMSA Camel Lights, SAT 1 Supercup, All Japan Sports Prototype Car Endurance Championship oraz 24-godzinnego wyścigu Le Mans.

## Wyniki w 24h Le Mans
| Rok  | Klasa | Nr  | Opony | Samochód                                                      | Zespół                     | Partnerzy                     | Okr. | Poz. | Klasa Pos. |
| ---- | ----- | --- | ----- | ------------------------------------------------------------- | -------------------------- | ----------------------------- | ---- | ---- | ---------- |
| 1986 | C1    | 66  | A     | March 84G Porsche Type-935 2.6L Turbo Flat-6                  | Cosmik Racing Promotions   | Raymond Touroul Neil Crang    | 169  | DSQ† | DSQ†       |
| 1987 | C2    | 121 | G     | Tiga GC287 Ford Cosworth DFL 3.3L V8                          | Cosmik GP Motorsport       | Dudley Wood Tom Hessert       | 275  | 9    | 3          |
| 1988 | C2    | 121 | G     | Spice SE87C Ford Cosworth DFL 3.3L V8                         | Cosmik GP Motorsport       | Brian Redman Michael Roe      | 145  | NU   | NU         |
| 1989 | C1    | 18  | G     | Aston Martin AMR1 SE87C Aston Martin (Callaway) RDP87 6.0L V8 | Aston Martin Ecurie Ecosse | Wayne Taylor Evan Clements    | 340  | 11   | 10         |
| 1990 | C1    | 18  | G     | Nissan R89C Nissan VRH35Z 3.5L Turbo V8                       | Courage Compétition        | Hervé Regout Alain Cudini     | 300  | 22   | 20         |
| 1993 | GT    | 56  | D     | Venturi 500LM Renault PRV 3.0 L Turbo V6                      | Stéphane Ratel             | Johannes Bardutt Claude Brana | 80   | NU   | NU         |